# Route nationale 94 (Algérie)
Pour les articles homonymes, voir N94 et Route nationale 94.
La route nationale 94 (RN 94) en Algérie est une route qui traverse les wilayas de Sidi Bel Abbes et Saida qui permet de relier les wilayas de Tlemcen et Tiaret à travers des massifs forestiers et des plaines en passant par la ville de Saida.
- La RN94 n'est pas continue, elle utilise sur 5 km une partie du RN95 et sur 30 km la RN92.

## Historique
Le CW70 entre Aïn Tallout et Moulay Slissen, une partie du CW39, le CW47 jusqu'à Mezaourou et le CW48 jusqu'aux limites des wilayas de Saïda et Tiaret sont promus au rang de route nationale en 1980 sur une distance de 154 km pour devenir la RN94.
Le parcours est raccourci en 2010 au niveau de Tifrit.

## Paysages
La route débute à Aïn Tallout sur les contreforts des Monts de Tlemcen dont elle traverse un dernier massif forestier jusqu'à l'oued Mekerra au niveau de Moulay Slissen puis traverse la plaine de Telagh avant de rejoindra la ville de Saida en se faufilant entre les monts de Dhaya avant de remonter en direction des cascades de Tifrit jusqu'à Takhemaret.

## Parcours
- Aïn Tallout, croisement RN7 (km 0)
- Tadjemout (km 3)
- Croisement CW70B direction Saadania (km 7,4)
- Tamatiouna (km 22)
- El Guetna, croisement CW103S (km 28,3)
- Croisement RN95 (km 28,6)
- Tronc commun de 3,9 km avec la RN95 jusqu'à Moulay Slissen
- Pont sur Oued Mekerra (km 29)
- Dhayet Khelifa (km 35,9)
- Croisement CC direction CW79 (km 39,1)
- Mezaourou, croisement CW47 et CW48 (km 42,2)
- Telagh, croisement RN13 (km 48,2)
- Tronc commun de 0,45 km avec la RN13
- Croisement RN109 direction Teghalimet (km 58,4)
- Croisement RN109  direction Oued Taourira (km 59,4)
- Merine (km 60)
- Oued Taourira (km 71,8)
- Croisement CW2 direction Youb (km 78,7)
- Croisement CW48A direction Oualla (km 82,7)
- Croisement RN92 (km 96,2)
- Tronc commun de 30 km avec la RN92 à travers Saïda
- Croisement Évitement Est de Saïda (km 98,9)
- Croisement Chemin communal direction Ain Zerga (km 101,3)
- Croisement CW23 direction El Hassasna (km 105,6)
- Croisement RN93 direction Ain Soltane (km 108,2)
- Croisement Chemin communal direction Ain Soltane (km 113,2)
- Tifrit (km 119)
- Croisement Chemin communal direction El Hassasna (km 120,5)
- Tagdoura, croisement CW14 (km 126,3)
- Balloul, croisement CW9A (km 132)
- Aioun El Branis (km 143)
- Croisement CW58 direction Touta (km 149)
- Croisement RN14 (km 154)